# 伽勒米水道桥
伽勒米水道桥（意大利语：Acquedotto Galermi）是一条古老的水道桥，也是意大利锡拉库萨最长、最重要的水道桥。它的名字来自伽勒米地区，这是一个不确定起源的地名，但可能来自阿拉伯语中的“水洞”。
水道桥最初长约40公里，直接从山上取水；后来缩短为29公里，从河流源头取水，一直到附近的城市较高部分。它以每秒500升的速度运行。这项工程被认为是水利工程的杰作，符合维特鲁威后来给出的最佳坡度指示。他指出，与其他希腊水道桥相比，这条水道桥的精度非常高，建造精巧。

## 历史
水道桥由盖洛建于公元前480年，使用希梅拉之战（公元前480年）|希梅拉之战中俘获的迦太基人作为劳动力。建设很困难，既因为需要保持一个恒定的坡度，也因为有问题的土地，到处都是沟壑和山谷。采石采用了火法，使岩石软化，使其更容易破碎。水道桥在中世纪曾被废弃，后成为国家与索尔蒂诺老领主的继承人之间争论的中心。 争论的根源在于对水的独家使用。直到1933年，随着皇家特许状的公布，才最终确定水是国家的专属财产。这条古老的水道桥终于投入使用，为城市供水，直到今天，部分水道桥仍在使用。
如今，水道桥有两个分支，每个长约1公里，被称为“天堂”和“密格里亚”。